# Bernard LeBlanc
Pour les articles homonymes, voir Leblanc.
Bernard LeBlanc (né en 1949) est un homme politique canadien, député libéral de Memramcook-Lakeville-Dieppe à l'Assemblée législative du Nouveau-Brunswick de 2006 à 2018.

## Biographie
Bernard LeBlanc est né le 13 mars 1949 à Memramcook, au Nouveau-Brunswick. Après avoir complété son diplôme d'études secondaire à Memramcook, il obtient un baccalauréat en arts de l'Université de Moncton en 1971. Il est agent du régime d'assurance-maladie du Nouveau-Brunswick et ensuite enseignant au pénitencier de Dorchester durant un an. Il est gestionnaire des programmes de la Sécurité du revenu de 1973 à 1988. En 1989, il est nommé gérant du bureau des programmes de la Sécurité du revenu de Santé et Bien-être Canada à Moncton. Il occupe aussi le poste de consultant du programme de relations avec le public du ministère des Ressources humaines et du Développement social Canada.
Il est élu conseiller général de Memramcook en mai 1995. Il est maire du village de 1996 à 2001.
Bernard LeBlanc est membre du Parti libéral du Nouveau-Brunswick. Il est élu à la 56e législature pour représenter la circonscription de Memramcook-Lakeville-Dieppe à l'Assemblée législative du Nouveau-Brunswick le 18 septembre 2006, lors de la 56e élection générale. Il est ministre des Gouvernements locaux de novembre 2008 à janvier 2010, où il devient ministre de la Justice et de la Consommation. Il n'occupe plus la fonction de ministre.
Il est réélu à la 57e législature le 27 septembre 2010, lors de la 57e élection générale. En 2014, il est élu dans Memramcook-Tantramar pour la 58e législature lors de la 58e élection générale.
Bernard LeBlanc est fondateur de la maternelle de la Vallée. Il a aussi été président du Centre communautaire de la Vallée de Memramcook, du Foyer Saint-Thomas, du Conseil paroissial de Pré-d’en-Haut et du comité du district d’amélioration local de Pré-d’en-Haut pendant 5 ans. De plus, il a été membre du bureau de direction de l’Institut de Memramcook, membre du bureau de direction de l’Hôpital Docteur Georges L. Dumont et membre de la Société historique de Memramcook.
Son épouse s'appelle Georgette et le couple a trois enfants: Marc, Martin et Sophie.